# Deep Insanity
 (mai 2022).
La mise en forme du texte ne suit pas les recommandations de Wikipédia : il faut le « wikifier ».
Les points d'amélioration suivants sont les cas les plus fréquents. Le détail des points à revoir est peut-être précisé sur la page de discussion.
- Les titres sont pré-formatés par le logiciel. Ils ne sont ni en capitales, ni en gras.
- Le texte ne doit pas être écrit en capitales (les noms de famille non plus), ni en gras, ni en italique, ni en « petit »…
- Le gras n'est utilisé que pour surligner le titre de l'article dans l'introduction, une seule fois.
- L'italique est rarement utilisé : mots en langue étrangère, titres d'œuvres, noms de bateaux, etc.
- Les citations ne sont pas en italique mais en corps de texte normal. Elles sont entourées par des guillemets français : « et ».
- Les listes à puces sont à éviter, des paragraphes rédigés étant largement préférés. Les tableaux sont à réserver à la présentation de données structurées (résultats, etc.).
- Les appels de note de bas de page (petits chiffres en exposant, introduits par l'outil «  Source ») sont à placer entre la fin de phrase et le point final[comme ça].
- Les liens internes (vers d'autres articles de Wikipédia) sont à choisir avec parcimonie. Créez des liens vers des articles approfondissant le sujet. Les termes génériques sans rapport avec le sujet sont à éviter, ainsi que les répétitions de liens vers un même terme.
- Les liens externes sont à placer uniquement dans une section « Liens externes », à la fin de l'article. Ces liens sont à choisir avec parcimonie suivant les règles définies. Si un lien sert de source à l'article, son insertion dans le texte est à faire par les notes de bas de page.
- La présentation des références doit suivre les conventions bibliographiques. Il est recommandé d'utiliser les modèles {{Ouvrage}}, {{Chapitre}}, {{Article}}, {{Lien web}} et/ou {{Bibliographie}}. Le mode d'édition visuel peut mettre en forme automatiquement les références.
- Insérer une infobox (cadre d'informations à droite) n'est pas obligatoire pour parachever la mise en page.

Pour une aide détaillée, merci de consulter Aide:Wikification.
Si vous pensez que ces points ont été résolus, vous pouvez retirer ce bandeau et améliorer la mise en forme d'un autre article.
Deep Insanity est un projet multimédia japonais créé et produit par Square Enix. Il se compose d'un manga intitulé Deep Insanity: Nirvana qui a commencé la sérialisation dans Monthly Big Gangan en janvier 2020, d'un jeu mobile et PC intitulé Deep Insanity: Asylum, sorti le 14 octobre 2021, et d'une série télévisée animée de Silver Link intitulée Deep Insanity: The Lost Child, diffusé d'octobre à décembre 2021.

## Synopsis
L'action se déroule dans un monde où une grande partie de la population est tombée dans le coma à cause d'une mystérieuse maladie appelée "syndrome de Randolph" lors du déclenchement de la Troisième Guerre mondiale. La maladie se révèle provenir des profondeurs du pôle Sud dans un endroit appelé "Asile" qui amène les gens à explorer cette nouvelle terre pour découvrir un remède contre la maladie ou pour trouver quel trésor cette nouvelle terre détient.
Le manga suit un garçon immunisé contre la maladie et un commerçant vivant en Antarctique qui se rend à Asylum. L'anime se situe entre les scénarios du manga et du jeu vidéo et suit la jeune recrue Shigure Daniel Kai qui rejoint "Sleepers" pour explorer Asylum qui est habité par des monstres appelés "Scarred" et des "Exiles" humains, dont certains ont été affectés par le Syndrome de Randolph et sont appelés "cultistes". Le jeu vidéo se déroule à l'époque où 540 millions de personnes sont dans le coma à cause du syndrome de Randolph et impliquent le seul survivant d'un massacre qui a eu lieu dans un établissement médical.

## Personnages

### Deep Insanity: Nirvana

#### Serge Sol
Il est le protagoniste du manga. C'est un garçon immunisé contre la maladie de Randolph. Alors qu'il travaillait, il rencontre accidentellement Yamada et ensemble, ils se rendent à "Aslyum" à la recherche d'objets spéciaux.

#### Hildegard Olympiada Yamada
Elle est la co-vedette du manga. Elle est une bonne fille avec des armes à feu et tient un magasin en Antarctique. En raison d'une bagarre, elle rencontre accidentellement Serge et décide de partir avec Aslyum.

### Deep Insanity: The Lost Child
Shigure Daniel Kai (時雨・ダニエル・魁, Shigure Danieru Kai)
Voix japonaise : Hiro Shimono, voix française : Lee George,
Nouvelle recrue Sleeper qui espère devenir un héros. Il est affecté au peloton 11 du front antarctique où son adresse au tir qualifiée devient un atout pour le groupe.
Vera Rustamova (ヴェーラ・ルスタモワ, Vēra Rusutamowa)
Voix japonaise : Ami Koshimizu, voix française : Erica Schroeder,
Antarctique Front Platoon 11 Commandant qui manie une énorme arme en forme de faux et qui semble avoir la capacité de faire répéter le temps.
Leslie Blanc (レスリー・ブラン, Resurī Buran)
Voix japonaise : Kohsuke Toriumi, voix française : Josh Grelle,
Officier exécutif du peloton 11 et leader sur le terrain. Il est le dormeur le plus expérimenté de l'équipe et est un excellent épéiste. Il s'habillait autrefois en femme et avait une relation amoureuse avec Hayden, mais est tué lors d'une mission ratée dans les Abysses.
Lawrence Larry Jackson (ローレンス・ラリー・ジャクソン, Rōrensu Rarī Jakuson)
Voix japonaise : Yūya Hirose, voix française : Matt Shipman,
Peloton 11 Dormeur. En raison d'un accident, il a un bras droit prothétique et une lésion cérébrale qui l'a laissé sans peur ni capacité à ressentir la douleur.
Reika Kobato (小鳩玲香, Kobato Reika)
Voix japonaise : Ruriko Noguchi, voix française : Morgan Lauré,
Peloton 11 Dormeur. Elle a une jambe droite prothétique et est une artiste accomplie qui s'intéresse au manga et à l'anime.
Sumire Motiki (餅木スミレ, Motiki Sumire)
Voix japonaise : Kaede Hondo, voix française : Kate Bristol,
Platoon 11 Sanity Anchor après avoir échoué à répondre aux critères d'entrée Sleeper. Une ancienne idole de la pop qui a été exploitée et qui est gênée par son passé.
James Chan (ジェームス・チャン, Jēmusu Chan)
Voix japonaise : Hiromichi Tezuka, voix française : Alan Lee
Chef de la branche antarctique de Konron Enterprises.
Nicholas Kruger (ニコラス・クルーガー, Nikorasu kurūgā)
Voix japonaise : Takahiro Shimada, voix française : Luis Bermudez
Commandant stratégique Ararat.
Solvy Sveien (ソールヴァイ・スヴェーエン, Sōruvuai Suvuēen)
Voix japonaise : Misa Ishii, voix française : Natalie Van Sistine
Chef de la branche antarctique.
Hayden (エイデン, Eiden)
Voix japonaise : Ryota Suzuki
Il travaille pour une organisation dont les motivations sont inconnues. Il a une coupe de cheveux sévère avec des côtés rasés et porte généralement des lunettes de soleil à bout pointu foncé et est un ancien petit ami de Leslie.
Nadia (ナディア)
Voix japonaise : Chitose Morinaga
Elle a l'apparence d'une jeune fille et porte une guirlande de petites fleurs dans les cheveux. Elle travaille pour Hayden et commande deux animaux bleus, vicieux, ressemblant à des lapins, Kamezou et Usazou, qu'elle porte dans un sac à dos.
EL-Cee (Elsie) (エルシー, Erushī)
Voix japonaise : Takako Tanaka
Une jeune exilée vivant dans une oasis de l'Asile. Elle est considérée par les Exil Cultists comme «l'enfant de Dieu» avec le pouvoir de mettre fin au monde et devient la cible de divers groupes en Antarctique pour leurs propres objectifs.

### Deep Insanity: Asylum
Wu Innominetas (ウー・イノミネタス, Ū Inominetasu)
Voix japonaise : Yūichirō Umehara
Matsuo Morris Fukuzawa (松尾・モリス・福沢, Matsuo Morisu Fukuzawa)
Voix japonaise : Kengo Kawanishi
Erika Makishi (真喜志エリカ, Makishi Erika)
Voix japonaise : Miyu Tomita
Manuela Rodriguez (マヌエラ・ロドリゲス, Manuera Rodorigesu)
Voix japonaise : Manami Numakura
Penthesilea (ペンテシレイア, Penteshireia)
Voix japonaise : Hina Kino
Jade Gabriel Ozon (ジェイド・ガブリエル・オゾン, Jeido Gaburieru Ozon)
Voix japonaise : Konomi Kohara
Maxine Kramer (マキシーン・クラーマー, Makishīn kurāmā)
Voix japonaise : Naomi Ōzora
Delia Goldilocks (デリア・ゴールディロックス, Deria Gōrudirokkusu)
Voix japonaise : Shizuka Itō
Very Bad Man (ベリー・バッドマン, Berī Baddoman)
Voix japonaise : Sarah Emi Bridcutt
Aristarkh (アリスタルフ, Arisutarufu)
Voix japonaise : Rikiya Koyama
Fatima Sara (ファティマ・サラ, Fatima Sara)
Voix japonaise : Hiroko Kiso
Master Karateka (マスターカラテカ, Masutā Karateka)
Voix japonaise : Yasuhiro Mamiya

## Médias

### Mangas
Une série de mangas avec une histoire de Norimitsu Kaihō et Makoto Fukami et des illustrations d' Etorouji Shiono intitulée Deep Insanity: Nirvana a été publiée en série dans le magazine manga seinen de Square Enix Monthly Big Gangan depuis le 24 janvier 2020. Les deux premiers volumes tankōbon du manga sont sortis le 25 septembre 2021.

### Jeu vidéo
Un jeu mobile et PC intitulé Deep Insanity: Asylum est sorti le 14 octobre 2021 au Japon,. Le jeu est un titre de genre RPG gratuit avec des achats intégrés,. Le combat de jeu est basé sur les compétences, se fait en "temps réel" et propose des options de combat automatique et à grande vitesse. Un aperçu du jeu est sorti pour les téléphones Android le 2 juillet 2021 au Japon.

### Animé
Une série télévisée animée de Silver Link intitulée Deep Insanity: The Lost Child a été diffusée du 13 octobre au 29 décembre 2021 sur Tokyo MX, MBS, BS11, TVA et AT-X.  Shin Oonuma a réalisé la série, avec Kento Shimoyama s'occupant de la composition de la série, Kazuyuki Yamayoshi concevant les personnages et Mirai Kodai Gakudan composant la musique de la série. Le thème d'ouverture est "Inochi no Tomoshibi" (Lumière de la vie) de Konomi Suzuki tandis que le thème final est "Shinjuiro no Kakumei" (Pearl Grey Revolution) de Kashitarō Itō. Funimation a autorisé la série en dehors de l'Asie. Medialink a autorisé la série en Asie du Sud-Est, en Asie du Sud et en Océanie moins l'Australie et la Nouvelle-Zélande; ils le diffusent sur leur chaîne YouTube Ani-One et Bilibili .
| No | Titre en français | Titre original | Date de 1re diffusion |
| -- | ----------------- | -------------- | --------------------- |
| 1  | take 01           | take 01        | 13 octobre 2021       |
| 2  | take 02           | take 02        | 20 octobre 2021       |
| 3  | take 03           | take 03        | 27 octobre 2021       |
| 4  | take 04           | take 04        | 3 novembre 2021       |
| 5  | take 05           | take 05        | 10 novembre 2021      |
| 6  | take 06           | take 06        | 17 novembre 2021      |
| 7  | take 07           | take 07        | 24 novembre 2021      |
| 8  | take 08           | take 08        | 1er décembre 2021     |
| 9  | take 09           | take 09        | 8 décembre 2021       |
| 10 | Re:take           | Re:take        | 15 décembre 2021      |
| 11 | Revolution        | Revolution     | 22 décembre 2021      |
| 12 | Résolution        | Resolution     | 29 décembre 2021      |

### Des médias sociaux
Un jeu interactif sur les réseaux sociaux illustrant le récit d'une journaliste piégée dans un hôpital lors d'une catastrophe est assisté par d'autres utilisateurs de réseaux sociaux qui peuvent l'aider à la guider vers la sécurité, diffusé du 9 au 30 juillet 2021 sur Twitter.